# Nowiny (powiat kielecki)
Nowiny (do 2012 Osiedle Nowiny) – wieś w Polsce położona w województwie świętokrzyskim, w powiecie kieleckim, w gminie Nowiny.
W latach 1975–1998 miejscowość administracyjnie należała do województwa kieleckiego.
Miejscowość jest siedzibą gminy Nowiny (przed 1.01.2021 gminy Sitkówka-Nowiny).
Znajduje się tu osiedle mieszkaniowe, do jego budowy przystąpiono w 1962 r. dla potrzeb pracowników powstającej w odległości 1 km od obecnego osiedla Cementowni Nowiny. Wizytówką Nowin, jak i całej gminy Nowiny jest kryta pływalnia „Perła”. Nowiny to ośrodek usługowo-handlowo-rekreacyjny o charakterze miejskim, nieposiadający jednak praw miejskich.
W 2012 r. zmieniono urzędowo nazwę miejscowości z Osiedle Nowiny na Nowiny, jednocześnie zmieniając typ jednostki osadniczej z osiedla na wieś.
Jednakże Nowiny stanowią osiedle – jednostkę pomocniczą gminy Nowiny.
W miejscowości działają dwa kluby piłki nożnej – GKS Nowiny założony w 1974 r. (występuje w IV lidze) oraz dużo młodszy Futsal Nowiny, założony w 2009 r.